# El Aricha
 (novembre 2010).
Si vous disposez d'ouvrages ou d'articles de référence ou si vous connaissez des sites web de qualité traitant du thème abordé ici, merci de compléter l'article en donnant les références utiles à sa vérifiabilité et en les liant à la section « Notes et références ».
El Aricha est une commune de la wilaya de Tlemcen en Algérie.

## Géographie

### Situation
Le territoire de la commune d'El Aricha est situé au sud de la wilaya de Tlemcen. Son chef-lieu, El Aricha, est situé à environ 85 km au sud de Tlemcen.
| Sidi Djillali | Sebdou         | El Gor                     |
| Sidi Djillali | El Aricha      | El Gor                     |
| Sidi Djillali | Kasdir (Naâma) | Ras El Ma (Sidi Bel Abbès) |

### Localités de la commune
En 1984, la commune d'El Aricha est constituée à partir des localités suivantes :
- El Aricha
- El Aouedj
- Had Attala
- Sidi Yahia
- Belhadj

## Étymologie
Le nom de la commune provient du berbère zénète. Le terme : ⴰⵄⵔⵉⵛ (أعريش) signifie le "tamarix", en arabe (شجرة الأثل). 